# في حذائها (فلم)
في حذائها (بالإنجليزية: In Her Shoes) هو فيلم كوميدي تم إنتاجه في الولايات المتحدة وصدر في سنة 2005. الفيلم من إخراج كورتيس هانسون من بطولة كاميرون دياز وتوني كوليت وشيرلي ماكلين.

## القصة
الفيلم يتناول قصة أختين عاشا حياة غير مستقرة بعد وفاة والدتهما وزواج والدهما من امرأة أخري. احدي الأختين تصبح مشاغبة وغير مسئولة وتصبح عبء علي أسرتها لذلك تقرر الهروب لتعيش مع جدتها لتغيير حالها للأحسن.

## الميزانية والإيرادات
بلغت تكلفة إنتاج الفيلم حوالي 35 مليون دولار بينما حقق إيرادات تقدر بـ 83073883 دولار.

## روابط خارجية
- مقالات تستعمل روابط فنية بلا صلة مع ويكي بيانات